# Lonnie Chatmon
Lonnie Chatmon (* 1888 als Alonzo Chatmon bei Bolton (Mississippi); † 1950 oder wenig später) war ein US-amerikanischer Bluesmusiker.

## Biografie
Lonnie Chatmon war einer der Söhne von Henderson Chatmon und dessen zweiter Frau Eliza Jackson. Wie alle Familienmitglieder war er in die musikalischen Aktivitäten der Chatmons eingebunden. Er spielte, wie sein Vater, die Fiddle.
Zusammen mit Walter Vinson war Lonnie Chatmon der Kern der Musikgruppe The Mississippi Sheiks, die Anfang der 1930er Jahre mit Aufnahmen wie Sitting on Top of the World erfolgreich war; gemeinsam mit Walter Vinson war er Autor des Songs. Als Songwriter nutzte er auch das Pseudonym Lonnie Carter. Mit Houston Stackhouse spielte Lonnie später gelegentlich in einer Band, die sich „The Mississippi Sheiks No. 2“ bezeichnete.
Chatmon führte ein flatterhaftes Leben, woran seine erste Ehe mit Clementine Chatmon zerbrach. Er heiratete daraufhin die Witwe Phyllis Neely, mit der er nach Glen Allen im Washington County (Mississippi) zog.
1936 eröffnete Chatmon ein Café und Jook House in Glen Allen. Er war damit der einzige der Chatmon-Brüder und Mississippi-Sheik-Musiker, der nicht als Pachtfarmer arbeitete, da sie alle nicht von ihrer Musik leben konnten.
1950 wurde Lonnie Chatmon ein letztes Mal bei einem Census erfasst. Laut seinem Bruder Sam Chatmon starb er wenig später.